# Ільок-Пеньковка (станція)
Ільок-Пеньковка — залізнична станція Бєлгородського відділення Південно-Східної залізниці Російських залізниць . Розташована у селищі Ільок-Пеньковка рос. Илёк-Пеньковка Красноярузького району Бєлгородської області. На станції здійснюється прикордонний контроль із Україною Ільок-Пеньковка-Пушкарне

## Історія
Станція Ільок-Пеньковка введена в експлуатацію 1913 року.
2 січня 1913 року за вказівкою імператора Миколи II почалося будівництво залізниці до Ракитянського бурякоцукрового заводу.

## Пасажирське сполучення
Після скорочення маршруту поїзду № 6066/6065 Ворожба — Готня до станції Пушкарне, 5 лютого 2015 року пасажирське сполучення припинене.